# Faux documentaire
 (juillet 2023).
Un faux documentaire (en anglais : pseudo-documentary) est un leurre qui tout en ayant l'apparence d'un documentaire se révèle être en fait une fiction qui peut emprunter aux genres comédie, drame, reportage ou émission de télévision.
Les historiens français du cinéma préfèrent parfois l'expression « documentaire fictif ». Contrairement au documentaire parodique, il ne s'agit pas toujours d'une comédie.
La notion de faux documentaire ne doit pas être confondue avec le « docufiction », un documentaire incluant des situations fictionnelles, ni même avec le « docudrama » (terme anglophone qui signifie : un « documentaire » incluant dans son dispositif de mise en scène des reconstitutions).
Depuis Cannibal Holocaust (1980), le genre film d'horreur inclut dans sa dramaturgie de prétendues bobines de films ou bandes vidéos retrouvées (found footage).

## Filmographie sélective

### Années 1950
- 1957 : L'Arbre à spaghetti, poisson d'avril télévisuel produit par la BBC.

### Années 1960
- 1961 : The Connection de Shirley Clarke.
- 1965 : La Bombe de Peter Watkins : simulation crédible des lendemains d'une attaque nucléaire sur l'Angleterre, hautement d'actualité en 1965. La BBC refusa de diffuser le résultat, très documenté et réaliste, jugé trop alarmiste pour les téléspectateurs.
- 1966 : Les Veuves de quinze ans de Jean Rouch.
- 1967 : 
  - David Holzman's Diary de Jim McBride.
  - L'Évaporation de l'homme de Shōhei Imamura.
- 1969 : Prends l'oseille et tire-toi, un documentaire fictif de Woody Allen sur la carrière d'un criminel.

### Années 1970

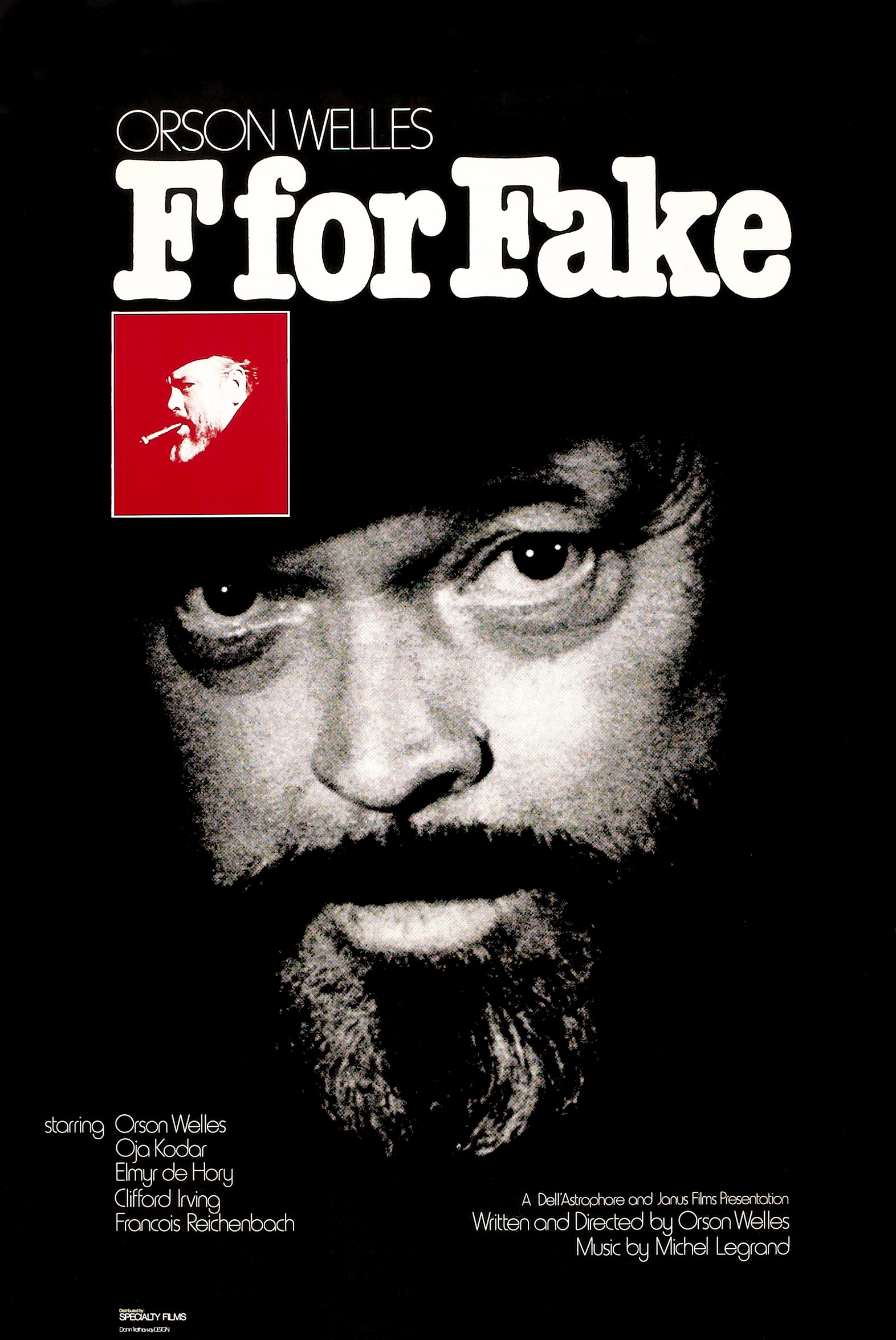
Vérités et Mensonges.

- Vérités et Mensonges.1970 : La Délégation (de) (Die Delegation) film allemand de Rainer Erler (de) : Will Roczinski, reporter, est retrouvé mort dans sa voiture près de Los Angeles. Ce film retrace son histoire à travers les documents retrouvés dans le véhicule : films, photos, bandes magnétiques. Il enquêtait sur des phénomènes étranges et aurait découvert les preuves de la présence d'extraterrestres.
- 1971 : Punishment Park de Peter Watkins : pour s'amender, des activistes interpellés doivent atteindre une cible en 24 heures tout en étant poursuivis par la police, le tout étant filmé par une équipe de journalistes allemands.
- 1973 : Vérités et Mensonges d'Orson Welles.
- 1978 : 
  - All You Need Is Cash de Eric Idle, documentaire sur la carrière du groupe fictif Les Rutles (parodie des Beatles).
  - Vertical Features Remake (en) de Peter Greenaway : les reconstitutions controversées d'un film expérimental de Tulse Luper dont il ne subsisterait que des bribes. C'est aussi une parodie du cinéma structuraliste de l'époque.

### Années 1980
- 1980 : 
  - Cannibal Holocaust de Ruggero Deodato : une enquête menée pour savoir comment et pourquoi quatre journalistes américains, partis à la recherche d'une tribu de cannibales en Amazonie, ont disparu.
  - Documenteur d'Agnès Varda.
  - The Falls de Peter Greenaway : 92 biographies de personnes victimes d'un cataclysme mondial qui n'est jamais clairement défini appelé « l'Événement Violent Inconnu ».
- 1983 : Zelig de Woody Allen : portrait d'un personnage-caméléon.
- 1984 : 
  - Spinal Tap (This Is Spinal Tap) de Rob Reiner : portrait d'un groupe de hard rock fictif.
  - Threads de Mick Jackson : film décrivant de manière réaliste les effets d'une guerre nucléaire au Royaume-Uni et ses conséquences catastrophiques pour le pays.
- 1989 : Les Documents interdits de Jean-Teddy Filippe, collection de documents (plutôt secrets qu'interdits) témoignant de phénomènes paranormaux. La série de douze films se fait passer pour une compilation d'archives brutes qui, ayant été exhumées, sont diffusées telles quelles et commentées par une voix off, qui en éclaire plus ou moins le sens.

### Années 1990
- 1992 : C'est arrivé près de chez vous de Rémy Belvaux, André Bonzel et Benoît Poelvoorde : portrait d'un tueur en série fictif.
- 1995 : Le Dossier B. de Wilbur Leguebe d'après un scénario de Benoît Peeters et François Schuiten. Ce film enquête sur le passage secret qui donnerait accès à une ville parallèle à Bruxelles, dénommée Brüsel, qui aurait résisté aux déboires urbanistiques visibles de la capitale de la Belgique.
- 1996 : 
  - Forgotten Silver de Peter Jackson et Costa Botes : redécouverte d'un pionnier oublié du septième art.
  - Hard Core Logo de Noel Baker.
- 1999 : 
  - Le Projet Blair Witch de Daniel Myrick et Eduardo Sánchez.
  - Les Quatre Saisons d'Espigoule de Christian Philibert : mélange de documentaire et de fiction nous montrant la vie d'un village et de ses habitants sur une année entière. Le film mélange habilement les scènes réelles filmées en condition de reportage et les scènes jouées par les habitants du village.
  - Belles à mourir de Michael Patrick Jann : filmé sous forme de documentaire, le long-métrage montre une équipe de tournage suivant un concours de beauté dans le Minnesota et ses candidates.
  - Proposition de manger les enfants de Brice Reveney, court-métrage adaptant à la sauce documentaire la Modeste Proposition de Jonathan Swift, un pamphlet déguisé de 1729 dont le ton sérieux, à la première personne, énonce méticuleusement les bases d'un système où les pauvres donnent leurs enfants à manger aux riches pour le bien public, ce qui fait du texte (salué par André Breton) une sorte de mockumentary (littéraire) avant la lettre.
  - Accords et Désaccords de Woody Allen : biographie imaginaire du guitariste de jazz Emmet Ray, entrecoupée par des interventions de (vrais) spécialistes du genre.

### Années 2000
- 2000 : 
  - Bêtes de scène de Christopher Guest : un faux documentaire suivant le parcours des maîtres de chiens candidats à un concours canin national.
  - Autopsy de Marilyn Manson, images de l'autopsie de Mercure, personnage central d'un album du groupe ; le film ne dure que quelques minutes mais reste très choquant par son réalisme, ses scènes gores et sa symbolique (un fœtus est extrait d'une boite crânienne humaine).
- 2001 : The Office, série télévisée britannique de Ricky Gervais et Stephen Merchant.
- 2002 : 
  - Fubar: the movie de Michael Dowse.
  - Big Tuna : un Zelig israélien.
  - Opération Lune de William Karel : film prétendant que les images d’Apollo 11, le premier atterrissage de l'Homme sur la Lune, auraient été tournées en studio par Stanley Kubrick, répondant à une commande de la NASA.
- 2004 : 
  - Casablanca Driver de Maurice Barthélemy : l'histoire du plus mauvais boxeur de tous les temps.
  - Premiers sur la Lune du réalisateur russe Alekseï Fedortchenko. En 1938 les Soviétiques auraient construits secrètement en URSS un vaisseau spatial, capable d'envoyer des hommes sur la Lune.
- 2005 : 
  - The Office, série télévisée américaine de Ricky Gervais et Stephen Merchant, créateurs de la série britannique éponyme de 2001.
  - Skrull Island, une histoire naturelle, présent dans les bonus du DVD du film King Kong de Peter Jackson, est un faux documentaire construit pour faire croire que l'île et tout ce qui s'y trouve, ont réellement existé (récit de fausses expéditions, etc.).
  - Sabah de Farid Lozès : faux documentaire diffusé sur France 2 jouant avec les codes de la représentation médiatique des quartiers populaires des banlieues françaises, prémonitoire des émeutes de 2005.
  - Noroi: The Curse de Kōji Shiraishi : faux documentaire japonais dans lequel un journaliste enquête sur des phénomènes paranormaux en rapport avec un ancien démon, le Kagutaba.
- 2006 : 
  - Borat, leçons culturelles sur l'Amérique au profit glorieuse nation Kazakhstan réalisé par Larry Charles, avec Sacha Baron Cohen jouant à être un reporter kazakh filmant des citoyens américains.
  - Bye Bye Belgium, émission en direct de la télévision belge francophone au cours de laquelle la déclaration unilatérale d'indépendance de la Flandre est annoncée.
  - La Mort du président (Death of a President), documentaire britannique sur l'assassinat de George W. Bush.
  - Que reste-t-il de Chris Conty ?, documentaire belge consacré à un chanteur réputé connu.
  - Rechercher Victor Pellerin, film québécois sur un peintre énigmatique et supposé.
  - Dans la peau de Jacques Chirac, biographie vidéo fictive de l'ancien président de la République française Jacques Chirac.
- 2007 : 
  - Pierre (41), documentaire français dans lequel deux journalistes mènent une enquête d'après des archives photos et vidéos sur Pierre Delaunay, un homme qui semble ne pas avoir vieilli depuis plus de soixante ans.
  - The Poughkeepsie Tapes, film d'horreur américain à la diffusion confidentielle, présentant des extraits de vidéos amateurs filmées par un tueur en série lors de ses exactions.
- 2008 : 
  - REC, film d'horreur espagnol dans lequel Angéla, jeune journaliste accompagnée de son caméraman, relate le quotidien des travailleurs de nuit. Ils se retrouvent coincés dans un immeuble mis en quarantaine par les autorités.
  - Inside Jamel Comedy Club, série française racontant la tournée des membres du Jamel Comedy Club.
  - Phénomènes paranormaux, incluant des séquences de vidéos présentées comme documentaires.
- 2009 : 
  - Paranormal Activity, film d'horreur américain.
  - Le Bal des actrices, film français.
  - The Fourth Kind, film de science-fiction et d'horreur américain.
  - District 9, film de Science-Fiction de Neill Blomkamp narrant sous forme de documentaire la vie de la MNU (plus particulièrement de Wikus van der Merwe, un employé de la MNU), organisme chargé de la gestion des extraterrestres résidant à Johannesbourg.
  - Brüno réalisé par Larry Charles, avec Sacha Baron Cohen jouant un reporter autrichien confronté à des citoyens américains.
  - Modern Family, série télévisée américaine.
  - Parks and Recreation, série américaine par les réalisateurs de The Office mettant en scène le service des parcs et loisirs de la ville fictive de Pawnee, avec un fil conducteur axé sur les ambitions politiques du personnage de Leslie Knope, interprété par Amy Poehler.

### Années 2010
- 2010 : 
  - I'm Still Here de Casey Affleck, qui suit son beau-frère Joaquin Phoenix essayant de percer dans le milieu du rap après avoir annoncé sa retraite d'acteur fin 2008.
  - Grave Encounters, où l'équipe de téléréalité des chasseurs de fantômes de Grave Encounters décide de tourner un épisode dans un hôpital psychiatrique abandonné.
  - The Troll Hunter : en suivant un braconnier dans un documentaire sur la chasse à l'ours, des étudiants font la découverte de l’existence de trolls en Norvège.
  - 8213: Gacy House : un groupe d'enquêteurs du paranormal explorent l'ancienne maison du tueur de série John Wayne Gacy, à 8213 Summerdale dans une banlieue de Chicago.
  - Homo orcus - Une seconde humanité : documentaire français diffusé le 1er avril 2011 sur la chaîne Planète+.
  - Vampires de Vincent Lannoo : documentaire racontant le vie de la communauté vampire de Belgique.
- 2011 : HH, Hitler à Hollywood de Maria de Medeiros : documentaire sur Micheline Presle qui découvre le complot ourdi par Hollywood pour empêcher le cinéma européen d'exister.
- 2012 : 
  - The Bay de Barry Levinson.
  - Moi, Michel G., milliardaire, maître du monde de Stéphane Kazandjian.
  - The Conspiracy (en) de Christopher MacBride.
- 2013 : The Sacrament de Ti West.
- 2014 : Vampires en toute intimité de Taika Waititi et Jemaine Clement.
- 2016 :
  - American Horror Story : Roanoke : série télévisée américaine (6e saison).
  - Popstar : Célèbre à tout prix : film avec en partie un documentaire sur une popstar ex-membre d'un boys band.
- 2017 : American Vandal : série produite par Netflix mettant en scène deux étudiants tournant un documentaire visant à résoudre une affaire de dégradation dans leur lycée.
- 2018 : Guy de Alex Lutz : film sur un chanteur de variété française des années 1960 à 80.

### Années 2020
- 2020 : 
  - Tout simplement noir de Jean-Pascal Zadi : film décrivant l'organisation d'une marche pour les noirs de France.
  - Mort à 2020 sur Netflix
  - Borat, nouvelle mission filmée
- 2025 : F*ckin' Fred : Comme un Léopard de Clément Cotentin : Orelsan et Jonathan Cohen organisent un concert